# Dorothy Malone
Dorothy Malone (30. siječnja 1925. – 19. siječnja 2018.), bila je američka filmska i televizijska glumica, dobitnica Oscara za najbolju sporednu glumicu (1956. godine). 

## Životopis
Rođena je kao Dorothy Eloise Maloney u Chicagu. Nakon što se obitelj preselila u Dallas, Dorothy se počela baviti glumom u školskim predstavama, te je radila kao model. Debitirala je na filmu 1943. godine, nakon što ju je primijetio agent studija RKO i ponudio joj ugovor. Prva značajnija uloga došla je 1946. u filmu Duboki san.
Nakon niza manjih uloga, 1955. je nastupila uz Jerryja Lewisa, Deana Martina i Shirley MacLaine u komediji Umjetnici i modeli, a 1956. je dobila Oscara za najbolju sporednu žensku ulogu za film Douglasa Sirka Zapisano na vjetru, u kojem je glumila uz Rocka Hudsona i Lauren Bacall. Slijedili su filmovi Too Much, Too Soon, Čovjek s tisuću lica (s Jamesom Cagneyjem), Potamnjeli anđeli i drugi.
Najveću joj je popularnost ipak donijela uloga Constance MacKenzie u ABC-jevoj TV seriji "Gradić Peyton". Malone je u seriji nastupala od 1964. do 1968.
Posljednju je ulogu zabilježila 1992. godine u filmu Sirove strasti.

## Vanjske poveznice
- Dorothy Malone u internetskoj bazi filmova IMDb-u (engl.)